# Quico
Quico, também conhecido desde 1979 como Kiko, é um personagem fictício da série de televisão mexicana El Chavo del Ocho, interpretado por Carlos Villagrán. Na dublagem brasileira é dublado por Nelson Machado. Na versão animada, sua voz é fornecida por Sebastián Llapur no México  e por Sérgio Stern no Brasil 

## História ficcional
Ele é o único filho de Federico Mátalas e Dona Florinda. Há diversas variações de seu nome completo, e não existe um consenso sobre qual delas seria a mais correta. Seriam corretas as versões Federico Mátalas Corcuera, de acordo com a dedução do nome completo de Doña Florinda, Florinda Corcuera y Villalpando, Vda. de Mátalas Callando e a informação do site oficial de Chespirito, onde se consta que seu nome é Federico Bardón de la Regueira.

## Personalidade
Quico é um garoto de nove anos de idade, e é bastante mimado por sua mãe, Dona Florinda. Ele adora exibir seus brinquedos para as crianças, especialmente de Chaves e Chiquinha. De vez em quando, Chaves desaparece com seus brinquedos e isso gera discussões entre os dois. Quico sempre espera ansiosamente por ganhar uma "bola quadrada".
Mora no nª 14, com sua mãe que o superprotege, principalmente quando é beliscado pelo vizinho Seu Madruga, que sempre é acusado de qualquer coisa que tenha feito a Quico, mesmo que a atitude não tenha sido cometida por ele. Tem uma prima chamada Pópis que é bastante semelhante a ele: ambos são vaidosos e não muito inteligentes. Seu melhor amigo é Chaves, porém, o relacionamento dos dois mistura de amizade, inimizade e rivalidade. Quico, que herdou a arrogância de sua mãe, adora zombar de Chaves, o que gera brigas entre os dois. Porém, os dois mantém uma grande amizade.
O personagem é conhecido também por ser sempre alvo de piadas sobre suas bochechas protuberantes, que lhe valeram o apelido de "bochechas de buldogue velho" e por sua falta de inteligência, claramente demonstrada na série e largamente superada por outros personagens, entre eles Seu Madruga, Chaves e Chiquinha.